# Massacre de Beaupréau
La massacre de Beaupréau, va tenir lloc els dies 17 i 18 d'octubre de 1793 durant la guerra de Vendée.

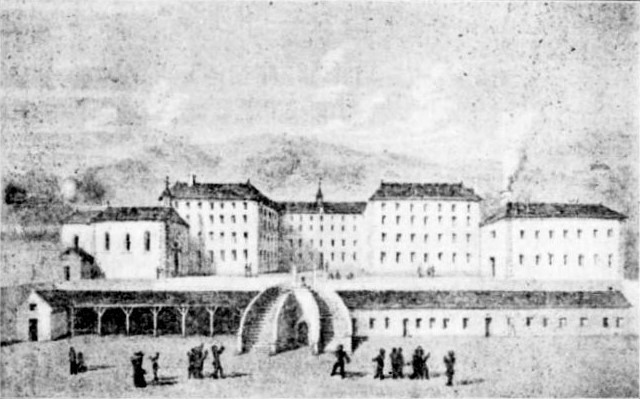
El col·legi Beaupréau (avui col·legi Charles de Foucauld) al segle XVIII.

## Procés
La massacre es va produir la nit del 17 al 18 d'octubre de 1793, després de la victòria dels republicans sobre els Vendéans durant la batalla de Cholet. L'exèrcit catòlic i reial, derrotat, es va retirar després a Saint-Florent-le-Vieil.
Les forces republicanes dels generals Haxo, Beaupuy i Westermann van sortir a la persecució dels fugitius i van arribar abans de la mitjanit al petit poble de Beaupréau, situat a uns vint quilòmetres al nord de Cholet. La rereguarda de la Vendée va ser pressionada i va caure enrere cap a Saint-Florent-le-Vieil. L'endemà al matí, a les 9 del matí, el gruix de l'exèrcit republicà va entrar a Beaupréau.

Els ferits de l'exèrcit de la Vendée que quedaven a Beaupréau foren massacrats per les tropes republicanes. El general republicà Kléber va escriure a les seves memòries:
| «         | "A Beaupréau, es van trobar quatre-cents ferits a l'hospital, que van ser immolats en venjança com a represàlia per un nombre similar de republicans jubilats de Clisson, els quals van ser degollats als carros de les ambulàncies." | » |
| — Kléber, | |   |

Amédée de Béjarry, net de l'oficial de la Vendée Amédée-François-Paul de Béjarry, informa en els seus Records, publicats el 1884, que la massacre va tenir lloc al col·legi de Beaupréau, que havia estat transformat en hospital:
| «                    | "Després de la batalla de Cholet , els republicans se'n van apoderar i van massacrar sense pietat tots els ferits: de set a vuit-cents! - que hi havia amuntegats - Els tallaven a trossos sobre els seus llits, després els llançaven per les finestres al pati de la casa. Aquest pati va ser arranjat per a nosaltres i davant els nostres ulls. Vaig poder assistir diverses vegades a l'exhumació d'algunes de les nombroses víctimes d'aquesta carnisseria i comptar amb els seus ossos el nombre o la naturalesa dels cops sota els quals havien sucumbit. He vist fins a deu talls de sabre en una sola calavera! […] Aquesta carnisseria es va fer en el mateix moment en què Bonchamps va indultar 6.000 presoners republicans" | » |
| — Amédée de Béjarry, | |   |

## Pèrdues humanes
A les seves memòries, el general republicà Jean-Baptiste Kléber va escriure que la massacre va deixar 400 morts. Amédée de Béjarry situa el nombre de ferits massacrats entre 700 i 800.